# Bon Accord Chess Club
Bon Accord Chess Club – szkocki klub szachowy z siedzibą w Aberdeen, dwukrotny zdobywca Richardson Cup.

## Historia
Klub nawiązuje do tradycji Aberdeen Chess Club, założonego 3 stycznia 1853 roku przez 46 członków należących do elity miasta. W 1884 roku klub ten został członkiem nowo utworzonego Scottish Chess Association. Po przerwie w działalności w 1887 roku klub wznowił ją. I wojna światowa zakończyła działalność klubu. W 1928 roku z inicjatywy A.B. Murraya został utworzony Bon Accord Chess Club. Murray został jego prezesem i promował szachy w mieście. Klub wygrał Spens Cup w 1933 i 1946 roku. Również w 1946 roku były szachista Bon Accord, Robert Combe, wygrał mistrzostwa Wielkiej Brytanii. W 1972 roku klub był finalistą Spens Cup. W 2014 roku zespół wygrał Richardson Cup, dzięki czemu uzyskał prawo występu w Pucharze Europy w sezonie 2014. W rozgrywkach tych klub wygrał dwukrotnie (z KS Butrinti i Ennis Chess Club), zremisował z SV Mülheim-Nord i przegrał cztery razy (z CE de Bois-Colombes, SF Berlin 1903, Edinburgh Chess Club i Adare Chess Club), zajmując w klasyfikacji 43. miejsce. W 2018 roku zespół ponownie wygrał Richardson Cup, awansował także do pierwszej ligi Scottish National Chess League (SNCL). W latach 2019–2020 i 2023 klub zajmował drugie miejsce w SNCL. Zawodnikiem klubu był w tym okresie dwukrotny indywidualny mistrz Szkocji, Murad Abdulla. W sezonie 2023/2024 Bon Accord zajął ósme miejsce w SNCL.